# Pagaronia uesumii
Pagaronia uesumii är en insektsart som beskrevs av Toyohi Okada 1976. Pagaronia uesumii ingår i släktet Pagaronia och familjen dvärgstritar. Inga underarter finns listade i Catalogue of Life.